# Galvanòmetre de vibració
Un galvanòmetre de vibració és un tipus de galvanòmetre de mirall, normalment amb una bobina suspesa a l'interior d'un imant fix o al revés amb un imant permanent suspès dins del camp d'un electroimant. La freqüència d'oscil·lació natural de les parts mòbils s'ajusta acuradament a una freqüència específica; normalment 50 o 60 Hz. Es poden fer freqüències més altes de fins a 1 kHz. Com que la freqüència depèn de la massa dels elements en moviment, els galvanòmetres de vibració d'una freqüència més alta (del rang d'1 kHz) són molt petits amb les espires molt lleugeres. La seva calibració es fa ajustant la tensió de la molla de suspensió.
El galvanòmetre de vibració s'utilitza per detectar corrents alterns en la freqüència de la seva ressonància natural. L'aplicació més comuna és com a instrument indicador de zero en circuits pont d'AC i en circuits comparadors.
La ressonància crítica del galvanòmetre de vibració el fa molt sensible als canvis en la freqüència que se està mesurant i pot ser utilitzat com a dispositiu per ajustaments de precisió.
El comportament sensible a la freqüència del galvanòmetre permet el seu ús com a mesurador de freqüència natiu, utilitzat habitualment per ajustar la velocitat dels motors dels grups electrògens d'AC. El galvanòmetre es construeix com la majoria de galvanòmetres d'imant mòbil que comparteixen la mateixa bobina d'excitació. A mesura que cadascú està sintonitzat amb una freqüència lleugerament diferent, un d'ells ressonarà a la vegada, segons la freqüència d'entrada. Els imants es construeixen convenientment com una "pinta" de ferro iamb làmines individuals, de longitud diferent. El seu abast és generalment entre 45-55 Hz (per a una freqüència base de 50 Hz), amb uns 2 Hz de resolució entre cadascuna de les làmines. Atès que cada làmina té una freqüència de ressonància pròpia, que no depèn de la seva amplitud, no es calibren.